# Мост Балинхэ
Мост Балинхэ или Мост через реку Балин (кит. 坝陵河大桥) — висячий мост, пересекающий долину реки Балин (приток реки Дабан, бассейн реки Бэйпаньцзян), расположенный на территории автономного уезда Гуаньлин городского округа Аньшунь; 20-й по длине основного пролёта висячий мост в мире (9-й в Китае). Является частью национальной скоростной автодороги G20 Шанхай—Куньмин. Открыт для движения 23 декабря 2009 года в составе скоростной автодороги, связывающей Шанхай с городом Куньмин на юго-западе Китая. Построенный мост позволил сократить время в пути через долину между городами Куньмин и Гуйян с одного часа до 4 минут.

## Характеристика
Длина — 2237 м, длина основного пролёта 1088 м. Высота западного пилона 204,5 м. Пилоны моста закреплены на склонах долины. Мост расположен в 375 м от поверхности долины, что делает его одним из высочайших мостов в мире.
В июле 2012 года мост Балинхэ стал местом проведения Международных состязаний по бейсджампингу.